# UFC 105
UFC 105: Couture vs. Vera fue un evento de artes marciales mixtas celebrado por Ultimate Fighting Championship el 14 de noviembre de 2009 en el Manchester Evening News Arena en Mánchester, Reino Unido.

## Historia
El ganador de Hardy-Swick recibiría una oportunidad por el título ante Georges St-Pierre a principios de 2010. Esta pelea tuvo lugar en UFC 111. 
Dong-Hyun Kim se vio obligado a retirarse de su pelea con Dan Hardy debido a una lesión. Fue reemplazado por Mike Swick.
La pelea entre Antônio Rogério Nogueira y Luiz Cané fue trasladada a UFC 106.
La pelea ya anunciada entre Peter Sobotta y DaMarques Johnson fue cancelada debido a un compromiso militar por parte de Sobotta.

## Premios extras
Cada peleador recibió un bono de $40,000.
- Pelea de la Noche: Michael Bisping vs. Denis Kang
- KO de la Noche: Dennis Siver
- Sumisión de la Noche: Terry Etim